# Manson (Manitoba)
Pour les articles homonymes, voir Manson.
Manson est une communauté non incorporée du Manitoba située dans l'Ouest de la province et faisant partie de la municipalité rurale de Archie. La communauté est située à 13 km au nord de la Route Transcanadienne.

## Référence
- (en) Cet article est partiellement ou en totalité issu de l’article de Wikipédia en anglais intitulé « Manson, Manitoba » (voir la liste des auteurs).